# Юрай Йезеринац
Юрай Йезеринац (на хърватски: Juraj Jezerinac) е хърватски римокатолически духовник, титулярен струмишки епископ от 1991 до 1997 година, викарий на Загребската архиепархия и военен епископ от 1997 до 2015 година.

## Биография
Роден е на 23 април 1939 година в Йезерине, Кралство Югославия. На 26 юни 1966 година е ръкоположен за свещеник.
На 11 април 1991 година римският папа Йоан Павел II го назначава за титулярен струмишки епископ и за викариен епископ на Загребската архиепархия. Ръкоположен е за епископ на 8 юни 1991 година от загребския архиепископ кардинал Франьо Кухарич в съслужение с титулярния селенски архиепископ Габриел Монталво Игиера и хамилтънския епископ Антъни Фредерик Тонъс.
На 25 април 1997 година Юрай Струмишки е назначен за хърватски военен ординарий.
На 30 ноември 2015 година подава оставка.